# Daniel Haase
Daniel Haase (n. 11 septembrie 1877, Sadove, Comuna Toplița, Odesa, Ucraina – d. 23 mai 1939, Tarutino, România) a fost un pastor luteran, lider politico-religios al germanilor basarabeni în perioada interbelică și senator român. 

## Biografie
Daniel Haase s-a născut pe 11 septembrie 1877 în Ferșampenuazul Mare, într-o familie de fermieri germani. A urmat cursurile Wernerschule din Sărata, apoi a studiat teologia, medicina și istoria la Universitatea din Dorpat. 
Întors în Basarabia, a lucrat mai întâi ca medic, iar în 1908 a fost hirotonit ca pastor protestant în Tarutino. Tot în același an a devenit profesor de religie la liceul luteran de băieți din Tarutino, funcție în care a rămas până în 1926. 
După Unirea Basarabiei cu România, în urma reorganizării Bisericii Luterane din România, Haase a devenit liderul spiritual al tuturor germanilor basarabeni. În 1926 a fost ales senator al României din partea Partidului German. După o inundație din Basarabia din 1926 și în urma crizei economice din 1929, Haase a obținut un împrumut de 1,5 milioane de mărci de la o bancă din Germania, pentru a-i ajuta pe localnicii de toate etniile să-și reconstruiască locuințele. Pentru aceasta a fost decorat în 1929 de președintele german Paul von Hindenburg.
În 1935, Haase a fost acuzat de o instanță bisericească din Sibiu că a deturnat fondurile bisericii, fără a exista însă o suspiciune de îmbogățire personală. În 1938 a fost forțat să se pensioneze. Se crede că adevăratul motiv ar fi fost conflictul lui Haase cu intelectualitatea germană locală, influențată puternic de nazism, ideologie criticată și respinsă vehement de Haase. Din acest motiv, și-a dat demisia în 1934 din funcția de președinte al Consiliului Popular German din Basarabia. 
Daniel Haase a decedat pe 23 mai 1939 în Tarutino, la 61 de ani.